# SubUrbia
SubUrbia è un film del 1996 diretto da Richard Linklater, basato su testo teatrale di Eric Bogosian.

## Trama
A Burnfield, immaginario quartiere periferico di Austin, un gruppo di amici ha l'abitudine di trascorrere le serate a chiacchierare e a bere nel parcheggio di un minimarket gestito da pakistani: Jeff è incerto sul futuro da quando ha lasciato il college ed esce con Sooze, che vuole lasciare Burnfield per studiare arti visive a New York; Tim, congedato con onore dall'aeronautica da poco, è un soggetto problematico; Buff lavora in un fast food ed è fissato con il sesso; Bee-Bee, amica di Sooze, è un'infermiera con un passato da alcolista.
Quando un loro compagno di liceo che è diventato una famosa rockstar torna a far visita alla città natale, i giovani amici devono non solo sopprimere l'invidia, ma anche affrontare le frustrazioni dei propri sogni personali mai realizzati. Dopo una notte di alcol, sesso e violenza, le loro vite cambiano inevitabilmente.

## Curiosità
- La canzone Sunday dei Sonic Youth è stata scritta appositamente per il film.